# Municipalità di Shuakhevi
La municipalità di Shuakhevi (in georgiano შუახევის მუნიციპალიტეტი?) è una municipalità georgiana dell'Agiaria.
Nel censimento del 2002 la popolazione si attestava a 21.850 abitanti. Nel 2014 il numero risultava essere 15.044.
La cittadina di Shuakhevi è il centro amministrativo della municipalità, la quale si estende su un'area di 588 km².

## Popolazione
Dal censimento del 2014 la municipalità risultava costituita al 98,1% da persone di etnia georgiana.

## Monumenti e luoghi d'interesse
- Fortezza di Okropilauri